# Karol Wilhelm (książę Anhalt-Zerbst)
Karl Wilhelm (ur. 16 października 1652 w Zerbst, zm. 3 listopada 1718 tamże) – książę Anhalt-Zerbst z dynastii askańskiej. Jego władztwo było częścią Świętego Cesarstwo Rzymskiego Narodu Niemieckiego. 
Urodził się jako trzeci syn księcia Anhalt-Zerbst Jana VI i jego żony księżnej Zofii Augusty (dwaj starsi bracia Karola Wilhelma zmarli w niemowlęctwie przed jego urodzeniem). Na tron wstąpił po śmierci ojca 4 lipca 1667. Do 1674 regencję w jego imieniu sprawowała matka.
18 czerwca 1676 w Arnstadt poślubił księżniczkę Saksonii-Weißenfels Zofię. Para miała troje dzieci:
- Jana Augusta (1677-1742), kolejnego księcia Anhalt-Zerbst
- księcia Karola Fryderyka (1678-1693)
- księżniczkę Magdalenę Augustę (1679-1740)